# Klampis Barat
Klampis Barat is een bestuurslaag in het regentschap Bangkalan van de provincie Oost-Java, Indonesië. Klampis Barat telt 2962 inwoners (volkstelling 2010).